# Валя-Крішулуй (Ковасна)
Валя-Крішулуй (рум. Valea Crișului) — село у повіті Ковасна в Румунії. Адміністративний центр комуни Валя-Крішулуй.
Село розташоване на відстані 166 км на північ від Бухареста, 5 км на північ від Сфинту-Георге, 31 км на північний схід від Брашова.

## Населення
За даними перепису населення 2002 року у селі проживали 1659 осіб.
Національний склад населення села:
| Національність | Кількість осіб | Відсоток |
| -------------- | -------------- | -------- |
| угорці         | 1610           | 97,0%    |
| румуни         | 26             | 1,6%     |
| цигани         | 22             | 1,3%     |

Рідною мовою назвали:
| Мова      | Кількість осіб | Відсоток |
| --------- | -------------- | -------- |
| угорська  | 1636           | 98,6%    |
| румунська | 22             | 1,3%     |